# Seritinga (kommun)
Seritinga är en kommun i Brasilien.   Den ligger i delstaten Minas Gerais, i den sydöstra delen av landet, 800 km sydost om huvudstaden Brasília. Antalet invånare är 1 790.
Följande samhällen finns i Seritinga:
- Seritinga

Omgivningarna runt Seritinga är huvudsakligen savann. Runt Seritinga är det glesbefolkat, med 15 invånare per kvadratkilometer.